# Burgum
Burgum est un village néerlandais situé dans la commune de Tytsjerksteradiel, en province de Frise. Au 1er janvier 2020, il compte 9 750 habitants.

## Histoire
Le nom du village est Bergum en néerlandais et Burgum en frison. Le nom en néerlandais est officiellement utilisé jusqu'en 1989, date à laquelle le nom frison est reconnu par l'administration. De 1988 à 2009, Burgum accueille le festival de metal Wâldrock.